# الركض بالمقصات (فلم)
الركض بالمقصات (بالإنجليزية: Running With Scissors) فيلم كوميدي درامي أمريكي تم إصداره عام 2006 من تأليف و إخراج رايان ميرفي ، استنادًا إلى مذكرات أوغسطين بوروز لعام 2002 التي تحمل نفس الاسم. و بطولة جوزيف كروس ، آنيت بنينغ.

## ملخص قصة
اسرة مفككة. والدة التي ترغب في أن تصبح شاعرة مشهورة ، تعاني من تقلبات مزاجية شديدة و سلوك غير منتظم. ووالد مدمن الكحوليات بينهما شاب يدعى أوغطسن في مرحلة المراهقة لم يعد يشعر بالأمان في منزله. ترى على ماذا يشب الابن غير العقد النفسية، مما يدفع بوالديه إلى استشارة الطبيب النفسي دكتور فنيش لمساعدته. ثم تتوالى الاحداث في إطار كوميدي درامي عندما يقع ذلك الشاب في حب ابنة الطبيب المعالج.

## روابط خارجية
مقالات تستعمل روابط فنية بلا صلة مع ويكي بيانات